# Манасоведение
Манасоведение (кирг. Манастаануу) — отдельное направление исследований в составе киргизоведения, занимающееся научным исследованием киргизского эпоса Манас. Представители данного научного направления называются манасоведами.

## Периоды развития
Научное исследование эпоса началось во второй половине XIX века Ч. Валихановым и В.Радловым. Валиханов записал один из эпизодов («Поминки по Кёкётёю») в 1856 году и частично перевёл его на русский язык. Тексты, опубликованные Радловым в 1885 году в Санкт-Петербурге (на киргизском и немецком языках), занимают 12 454 строки (включая 9449 строк собственно «Манаса»). Полная запись текстов трилогии «Манас» осуществлялась с 1920 года, однако фиксация версий манасчи и тем более их полная публикация ещё далеки до завершения.
Перу казахского писателя М. О. Ауэзова принадлежит первая после трудов Чокана Валиханова монография о киргизском эпосе «Манас», создание свободного варианта его текстов. Обоим казахским исследователям в Бишкеке были установлены памятники. Из русских ученых, занимавшихся изучением эпоса, следует отметить В.Радлова (автора первого русского перевода фрагментов эпоса), П. Фалева (автора первого советского исследования о «Манасе» — статьи «Как строится кара-киргизская былина»), С. Малова и К. Рахматуллина.
В 1952 году во Фрунзе прошла всесоюзная научно-практическая конференция, на которой стоял вопрос о народности эпоса «Манас». Участники научно-практической конференции пришли к выводам, что эпос «в своей основе является народным». По результатам данной конференции в 1958—1960 годы, была издана сводная, сокращенная версия трилогии эпоса «Манас» — «Манас», «Семетей», «Сейтек».
Среди переводчиков эпоса на русский язык — С. Липкин, Л. Пеньковский, М. Тарловский и др. Наибольший пока по объёму русский перевод (прозаический) выполнен в 4 томах А. С. Мирбадалевой и Н. В. Кидайш-Покровской для двуязычного издания в серии «Эпос народов СССР» (1984—1995) и охватывает около 50 тысяч строк (по версии С. Орозбакова). Первым исполнил эпос «Манас» на русском языке в переводах Е. Поливанова, Л. Пеньковского, М. Тарловского и С. Липкина народный артист Кыргызстана Валерий Ровинский.
Сокращенные версии эпоса существуют на казахском (4 тома в изложении М. Ауэзова, включая 2 части о Манасе и части о Семетее и Сейтеке) и узбекском (поэт Миртемир); отдельные эпизоды переводились на английский, немецкий, венгерский и другие языки.
Две первые части эпоса (по версии С. Орозбакова) были переведены на английский язык британским переводчиком Walter May и опубликованы в Бишкеке в 1995 году издательством «Туркестан» (переизданы издательством «Раритет» в 2004 году). Существуют и другие переводы различной степени полноты.
В 2014 году была завершена монументальная работа над 9-томником эпоса «Манас» в академическом издании варианта Сагымбая Орозбакова, которая длилась в течение 20 лет. Издание, опубликованное Национальной академией наук Кыргызской Республики, включило в себя 183 тысячи строк. Над текстом работал Самар Мусаев, а также Кенеш Кырбашев, Эсенаалы Абдылдаев и Райкул Сарыпбеков. В это время шла работа над академическим изданием варианта Саякбая Каралаева, самого крупного варианта эпоса среди всех эпосов народов мира, объем которого составляет 500 553 стихотворных строк. Над текстом книг работала Айнек Жайнакова.
С 2012 года в систему высшего и среднего специального образования Кыргызстана введён курс «Манасоведения» как обязательный общеобразовательный курс. В деле внедрения курса манасоведения в систему образования Кыргызстана роль сыграли Жылдыз Орозобекова, Талантаалы Бакчиев и Суюн Дюшенбиев. В деле преподавания и составления учебников, учебных пособий по курсу манасоведения в системе образования Кыргызстана важную роль играют Советбек Байгазиев и Талантаалы Бакчиев.
Заметными исследователями конца ХХ и начала XXI века в области манасоведения являются — Раиса Кыдырбаева, Айнек Жайнакова, Имель Молдобаев, Советбек Байгазиев, Жылдыз Орозобекова, Нелля Бекмухамедова, Канат Садыков, Талантаалы Бакчиев.
Основным центром манасоведения является Национальная академия «Манас» (президент — Бакчиев Талантаалы Алымбекович).